# Heinrich Merl
Heinrich Joseph Merl (* 20. Februar 1940; † 14. Juni 2018) war ein deutscher Jurist und Richter.

## Leben
Heinrich Merl studierte Rechtswissenschaften an der Ludwig-Maximilians-Universität München. 1969 wurde er mit der Dissertation Das Asylrecht politisch Verfolgter nach Artikel 16(2) 2 Grundgesetz in München zum Dr. jur. promoviert.
Er war langjähriger Vorsitzender Richter einer Baukammer des Landgerichtes München I und Vorsitzender eines Bausenats am Oberlandesgericht München. Des Weiteren war er von 2000 bis 2005 Mitglied des Bayerischen Verfassungsgerichtshofs. 2005 ging er in den Ruhestand.
Merl war zudem als Schiedsrichter in Bausachen und Industrieanlagestreitigkeiten tätig. Er veröffentlichte Standardwerke im Fachgebiet des Baurechts und war gefragter Vortragender zahlreicher Fachseminare und -tagungen.

## Schriften
Autor
- Beck'sches Richter-Handbuch, Verlag C.H.Beck 2012 (3. Auflage), ISBN 978-3-406-61740-9 (Co-Autor)
- Fallen im privaten Baurecht: VOB und HOAI nach aktueller Rechtsprechung, Deutscher Anwaltverlag 2005, ISBN 978-3-8240-0638-0
- Fallen im privaten Baurecht: Mängelhaftung/Abnahme, Bauwerk 2005, ISBN 3934369065

Herausgeberschaft
- zusammen mit Nils Kleine-Möller, Jochen Glöckner: Handbuch des privaten Baurechts, Verlag C.H.Beck 2018 (6. Auflage), ISBN 978-3-406-71074-2